# Pleuranthodium platynema
Pleuranthodium platynema là một loài thực vật có hoa trong họ Gừng. Loài này được Karl Moritz Schumann miêu tả khoa học đầu tiên năm 1904 dưới danh pháp Alpinia platynema. Năm 1991, Rosemary Margaret Smith chuyển nó sang chi Pleuranthodium.

## Phân bố
Loài này được tìm thấy ở cao độ 700 m, trên dãy núi Torricelli, Kaiser-Wilhelmsland, ở tây bắc Papua New Guinea. Mẫu vật điển hình F.R.R.Schlechter 14327, do Rudolf Schlechter thu thập tại dãy núi Torricelli trong tỉnh West Sepik (nay là tỉnh Sandaun).